# 旅するドイツ語
『旅するドイツ語』（たびするドイツご、Lasst uns auf Reisen gehen!）は、NHK Eテレで放送されていたドイツ語の語学番組。
本稿では、新型コロナウイルス感染症の流行の影響に鑑み、本番組相当枠にて2020年10月から2023年9月まで放送されていた『旅するためのドイツ語』（たびするためのドイツご）についても記載する。

## 概要
- 本番組は旅をテーマとする。テキストは毎月18日に発売される。
- 2016年7月29日午後10:45～午後11:00に先行放送された。

## 放送時間
2016年10月 - 2017年3月
本放送：月曜日 23時25分 - 23時50分
再放送：土曜日 5時30分 - 5時55分
2017年4月 - 2022年3月
本放送：月曜日 23時30分 - 23時55分
再放送：木曜日 5時30分 - 5時55分
2022年4月 - 2023年9月
本放送：水曜日 23時30分 - 23時55分
再放送：水曜日 6時00分 - 6時25分
　　　　木曜日 15時00分 - 15時25分

## 出演者
第1シリーズ（本放送：2016年10月 - 2017年3月、リピート：2017年4月 - 9月）
別所哲也－旅人
太田達也（監修・講師、南山大学教授）
LIZA（ナレーション）
スザンネ・シェアマン（Susanne Schermann, 別所のパートナー、ウィーンっ子、早稲田大学大学院文学研究科修了、文学博士、明治大学教授）
ラルフ・デーゲン（ベートーヴェン役）
エルヴィラ・バッハマイヤー（モーツァルト役）
第2シリーズ（本放送：2017年10月 - 2018年3月、リピート：2018年4月 - 9月）
前川泰之－旅人
太田達也（監修・講師）
LIZA（ナレーション）
ラプシュ麻衣（Mai Rapsch, 前川のパートナー、ベルリンっ子、日独のハーフ、在日ドイツ大使館通訳）
ラルフ・デーゲン（ベートーヴェン役）
エルヴィラ・バッハマイヤー（モーツァルト役）
ニクラス・ロールヴァッハー、ベルナルド・アリアス・ポラス（リポーター。『テレビでドイツ語』から出演していた）
第3シリーズ（本放送：2018年10月 - 2019年3月、リピート：2019年4月 - 9月）
前川泰之－旅人
太田達也（監修・講師）
LIZA（ナレーション）
ラプシュ麻衣（Mai Rapsch, 前川のパートナー、ベルリンっ子、日独のハーフ、在日ドイツ大使館通訳）
ラルフ・デーゲン（ベートーヴェン役）
エルヴィラ・バッハマイヤー（モーツァルト役）
第4シリーズ（本放送：2019年9月 - 2020年3月、リピート：2020年4月 - 9月）
佐藤めぐみ－旅人
草本晶（監修、麗澤大学准教授）
LIZA（ナレーション）
ロージ・ブューラ（Rosi Böhler, 佐藤のパートナー、ドイツ語講師。ボーデン湖付近出身）
ベティーナ・ポスト・コバヤシ（Bettina Post-Kobayashi, 一部回でブューラに代わりパートナを務めた）
綿谷エリナ（モーリーの声）
旅するためのドイツ語　第1シリーズ（本放送：2020年9月 - 2021年3月、リピート：2021年4月 - 9月）
JOY－ドイツ語チャレンジャー（生徒）
綿谷エリナ（JOYのパートナー。モーリーの声兼務）
草本晶（監修・講師）
LIZA（ナレーション）
ラルフ・デーゲン（ベートーヴェン役）
エルヴィラ・バッハマイヤー（モーツァルト役）
旅するためのドイツ語　第2シリーズ（本放送：2021年10月 - 2022年3月、リピート：2022年4月 - 9月）
鎮西寿々歌－ドイツ語チャレンジャー（生徒）
シュテファン・ブリュックナー（Stefan Brückner, 鎮西のパートナー。ミュンヘンっ子。元慶応義塾大学助教、東洋大学講師）
草本晶（監修・講師）
綿谷エリナ（モーリーの声）
ラプシュ麻衣（声）
ラルフ・デーゲン（声）
エルヴィラ・バッハマイヤー（声）
旅するためのドイツ語　第3シリーズ（本放送：2022年9月 - 2023年3月、リピート：2023年4月 - 9月）
鎮西寿々歌（FRUITS ZIPPER）－ドイツ語チャレンジャー（生徒）
シュテファン・ブリュックナー（Stefan Brückner, 鎮西のパートナー。ミュンヘンっ子。元慶応義塾大学助教、東洋大学講師）
草本晶（監修・講師）
綿谷エリナ（モーリーの声）
カティー・キャット（声）
ラース・バウアー（声）
エルヴィラ・バッハマイヤー（声）